# Curt Cronwall
Curt Cronwall född   10 april 1936 i Stockholm död 29 maj 1991 i Huddinge församling, svensk filmfotograf
Curt Cronwall var anställd som filmfotograf vid Kinocentralen och Svensk Tonfilm. Senare arbete som filmfotograf vid Sveriges Radio/TV och Sveriges Television 1966-1991.

## Filmfoto i urval
- 1965 – Salta gubbar och sextanter
- 1965 - The Jerry Williams Show
- 1964 – Åsa-Nisse i popform
- 1963 – Åsa-Nisse och tjocka släkten
- 1963 – Sten Stensson kommer tillbaka